# Jicarilla

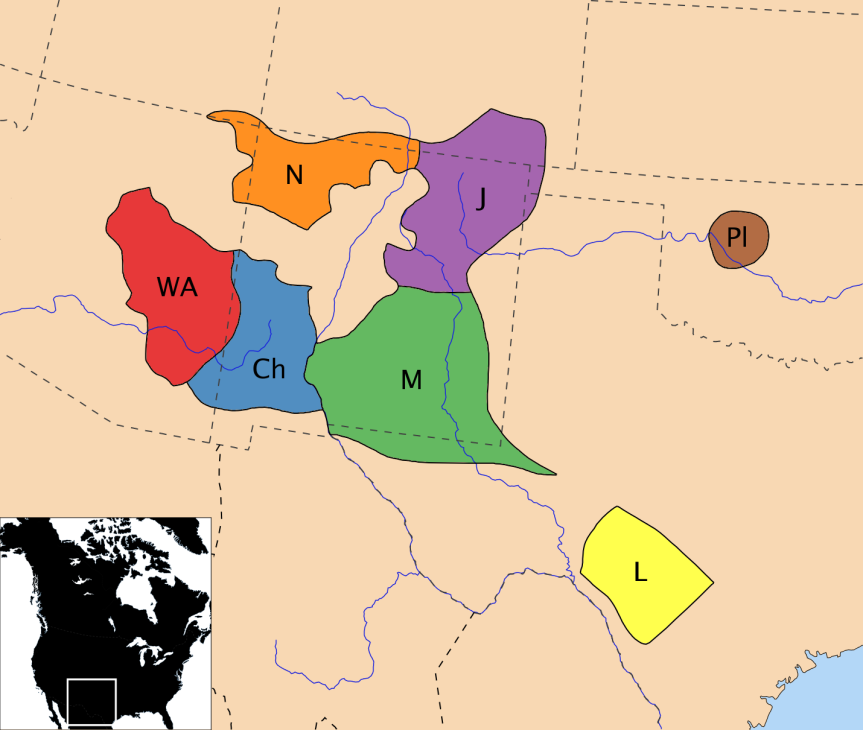
Gebiete der Stammesgruppen der Apachen (18. Jahrhundert) und der Navajo: Ch – Chiricahua, M – Mescalero, J – Jicarilla, L – Lipan, Pl – Kiowa Apache (Plains Apache), WA – Westliche Apache, N – Diné (Navajo)

Die Jicarilla (engl. Aussprache: „Hee-ka-re-a“ oder „hick-ah-REE-uh“, span: „kleiner Korb“), offiziell heute Jicarilla Apache Nation, sind eine Stammesgruppe der Apachen im Südwesten der Vereinigten Staaten und zählen kulturell – zusammen mit den Mescalero, Chiricahua, Lipan und Kiowa Apache (Plains Apache) – zu den Östlichen Apache (engl. Eastern Apache).
Heute leben die ca. 3.403 Stammesmitglieder als federally recognized tribe im ca. 2.920 km² großen Jicarilla-Reservat nordwestlich von Santa Fe in New Mexico mit dem Verwaltungssitz in Dulce (Lóosi), wobei ihr traditionelles Stammesgebiet ursprünglich rund 200.000 km² (50 Millionen Acre) umfasste.

## Sprache
Ihre Sprache, das Jicarilla oder Abáachi, Abáachi mizaa, gehört – zusammen mit dem Lipan Apache sowie dem Plains Apache (Kiowa Apache oder Naishan) – zum östlichen Zweig der südathapaskischen Apache-Sprachen der athapaskischen Sprache aus der Na-Dené-Sprachfamilie. (Siehe: Mithun (1999) und Campbell (1997)). Nach Hoijer und Opler jedoch weicht das Plains Apache so weit von allen Apache-Sprachen ab, dass letztere zusammen die südwestliche Gruppe und die Sprache der Kiowa Apache als einziges Mitglied die sog. Plains-Gruppe bildet.

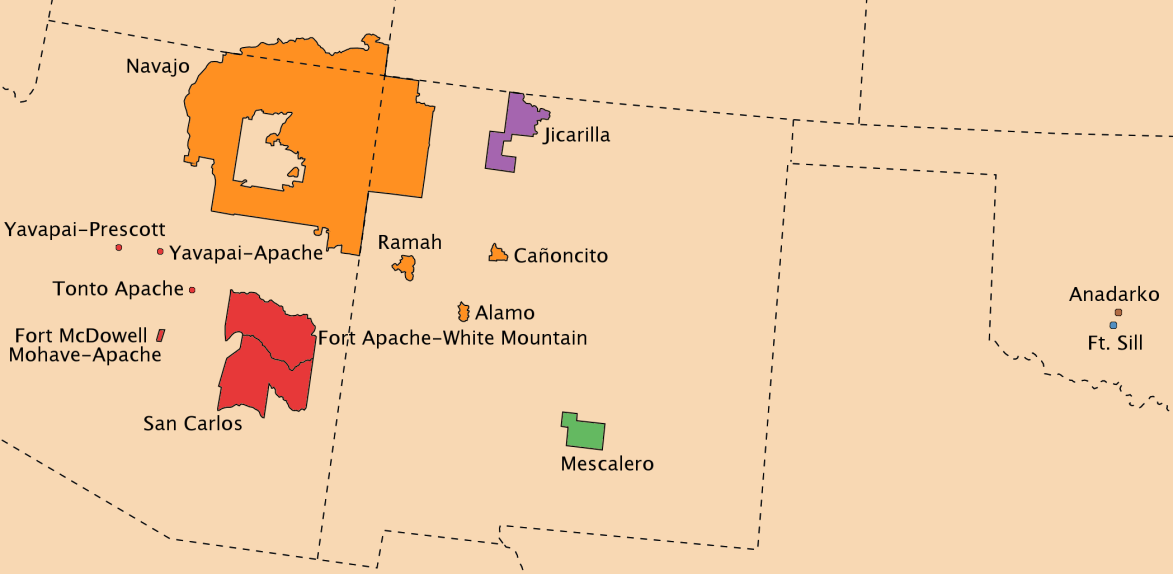
Heutige Reservate der Westlichen Apachen (rot), der Mescalero (inkl. Chiricahua und Lipan) (grün), der Jicarilla (violett), der Chiricahua (blau), der Kiowa-Apache (Plains Apache) (inkl. Lipan) (braun) und Diné (Navajo) (orange) im Südwesten der USA

1990 sprachen von ca. 1.800 Jicarilla noch 812 ihre Muttersprache; laut einem Zensus im Jahr 2000 gibt es noch ca. 300 Muttersprachler sowie etwa gleich viel (oder etwas mehr) sog. Halbsprecher / Semi-Speakers, die die Sprache zwar verstehen, aber im Alltag selten damit kommunizieren, nutzen sie diese jedoch – dann mit „Fehlern“, die einem Muttersprachler sofort auffallen (Victor Golla, Atlas of the World’s Languages 2007).
Auch 2010 galt die Sprache mit immer noch nur ca. 300 Muttersprachlern sowie ca. 300 Halbsprechern als „sicher gefährdet“ bzw. „ernsthaft gefährdet“ unter den bedrohten Sprachen, da auf Grund der vergangenen Sprachpolitik der Vereinigten Staaten die Mehrheit der Jicarilla nach Sprachwechsel zur dominanten Mehrheitssprache heute im Alltag meist American English benutzt. Damit ist sie wie viele andere Minderheitensprachen vom Sprachtod bedroht.

## Namen
Die Jicarilla nannten sich selbst T'Inde, Dinde oder Didé, was wörtlich einfach „Person“ oder „Volk“ bedeutet; zudem bezeichneten sie sich auch als Haisndayin („Volk, das aus der Unterwelt hervorkam“) oder Ha'Nas Zani („Jene, die aufgetaucht sind“), da sie glaubten, dass sie die einzigen Nachfahren der ersten Menschen seien, die aus der Unterwelt auf die Erde hervorkamen. Heute bezeichnen sie sich jedoch meist im Englischen als Apache oder als Abáachi, eine Adaption des englischen/spanischen Begriffes.
Von den verwandten – jedoch meist feindlichen – Diné (Navajo) im Westen und den ebenfalls feindlichen Mescalero Apache im Süden und Lipan Apache im Osten wurden die Jicarilla Kinya-Inde („Volk, welches in festen Häusern wohnt“) genannt; meist bezeichneten die Diné (Navajo) sie hingegen als Beehai („Always Winter People“).
Andere Namen für die Jicarilla Apache: Vaquero Apache oder Vaqueros, Querechos, Carlanes, Calchufines, Apaches de Cuartelejo, Quinia Apache (span. Adaption von Kinya-Inde), Llañeros.

## Wohngebiet
Die Jicarilla lebten als Halbnomaden vom Ackerbau, Sammeln von Wildpflanzen und als Jäger im Nordosten von New Mexico, im Süden von Colorado, im Nordwesten von Texas sowie in Nebraska und Kansas. Im 18. Jahrhundert jedoch wurden die Jicarilla von den Comanche und Ute aus den Plains abgedrängt, überquerten den Rio Grande und suchten in den Bergen New Mexicos und Colorados sowie bei den Pueblo Schutz. Einige Gruppen im Osten von Colorado, New Mexico, im Nordwesten von Texas sowie im Westen von Oklahoma gingen weiterhin auf die Jagd und in die Plains zur Bisonjagd. Laut Überlieferung der Jicarilla wurde ihr Land durch die vier heiligen Flüsse begrenzt: den Arkansas River, den Canadian River, dem Rio Grande sowie dem Rio Pecos. Heute leben sie im Jicarilla-Reservat, das etwa 2.920 km² groß ist und nordwestlich von Santa Fe in New Mexico liegt.

## Gruppen der Jicarilla
Die Jicarilla unterteilten sich ab ca. 1750, nach dem fast vollständigen Verlust ihrer Plains-Gebiete an die Comanche, kulturell und geographisch in zwei Bands (englisch „Stammesgruppen“) und wurden Verbündete der Nördlichen Pueblo-Völker sowie zweier Bands der Südlichen Ute, ihrer ehemaligen Feinde:
- Olleros (span: „Töpfer“) oder Sáidìndé, Saitinde („Sand-Volk“ oder „Sandberg-Volk“),[10] auch Hoyeros („Volk der bewaldeten Bergtäler“), auch Northern Jicarilla („Nördliche Jicarilla“)

suchten in den Rocky Mountains meist westlich des Rio Grande in New Mexico und Colorado Schutz bei den sesshaften Pueblo-Völkern der Taos und Picuris (und später den Spaniern) und übernahmen von diesen die Töpferkunst und den Ackerbau, hatten bedeutende Pflanzungen entlang des Arkansas River, dessen Nebenflüssen dem Rio Chama, Canadian River sowie am Oberlauf des San Juan River, wurden bald teilweise in puebloartigen Dörfern im Taos Valley und Chama River Valley sesshaft – wie dem Ranchos de Taos nahe der Sangre de Cristo Range waren südwärts bis in die Gegend rund um Santa Fe anzutreffen, konnten somit – neben der Jagd – ihren Lebensunterhalt durch den Verkauf von Tongefäßen und Korbwaren sowie landwirtschaftlichen Produkten ergänzen – manche Olleros blieben jedoch Halbnomaden und zogen sich weiter in die Berge zurück – z. B. in die San Juan Mountains; engste Verbündete waren die Kahpota (Capote) Band der Südlichen Ute sowie die Pueblo-Völker von Ohkay Owingeh (San Juan) und von Santa Clara (6 Lokalgruppen)
James Mooney konnte (1897) noch zwei Lokalgruppen identifizieren:
Dachizhozhin oder Nachizhozihn („Rebellen“, „Abtrünnige“) (im Gebiet der San Juan Mountains, Tusas Range, im Chama Valley sowie im Gebiet der heutigen Jicarilla Reservation) und
Saitinde (Gebiet rund um das heutige Española im Rio Arriba County entlang des Rio Grande, des Rio Chama und Rio Santa Cruz in den Jemez Mountains und den Sangre De Cristo Mountains im Norden von New Mexico)
- Llañeros (span: „Bewohner der Plains(Ebenen)“) oder Gùgàhén, Gulgahén, Guhlkainde, Kolkhahin („Volk auf den Plains (Ebenen)“), auch Eastern Jicarilla („Östliche Jicarilla“)

lebten weiterhin als Nomaden östlich des Rio Grande auf den Südlichen Plains vom heutigen Trinidad am Purgatoire River im Südosten Colorados südwärts bis nach Las Vegas am Gallinas River im Nordosten von New Mexico – wo die Stammesgebiete der Mescalero Apache begannen, streiften zur Bisonjagd ostwärts bis ins Texas und Oklahoma Panhandle entlang des Oberlaufs des Canadian und Cimarron Rivers in Tipis (kozhan genannt), im Winter lebten sie in den Bergen zwischen dem Canadian River und dem Rio Grande, campierten und handelten nahe den Picuris Pueblo, Pecos Pueblo und Taos Pueblo; engste Verbündete waren die Mahgrahch (Muache) Band der Südlichen Ute oder Taos-Ute sowie die Pueblo-Völker von Taos und Picuris. (8 Lokalgruppen)
James Mooney konnte (1897) noch drei Lokalgruppen identifizieren:
Apatsiltizhihi („Schwarze Apache“) (Gebiet rund um das heutige Mora im Mora County im Nordosten von New Mexico),
Golkahin (entlang des Canadian River und östlich von Manzano im Torrance County bis zum Galisteo Basin im Nordosten von New Mexico, Canadian River und Manzano District) und
Ketsilind („People of Rio Chiquito Ruin“, südlich von Taos) (Gebiet rund um Ute Park und Cimarron und Ocate sowie Ocate Peak im Colfax County, Cimarron River District)
Zusammen mit den Südlichen Ute und sog. Eight Northern Indian Pueblos (Nambé, Ohkay Owingeh (San Juan), Picuris, Pojoaque, San Ildefonso, Santa Clara, Taos und Tesuque) sowie den Spaniern bekämpften die Olleros und Llañeros die von ihnen als Inda („Feinde“) bezeichneten Stämme der Südlichen Plains – die feindlichen Comanche, Kiowa, Kiowa Apache, Südlichen Arapaho und Südlichen Cheyenne.

## Sozio-politische Organisation
Wie die meisten Apachen waren die Jicarilla Apache nicht zentralistisch organisiert und kannten keine zentrale Autorität wie die eines Oberhäuptlings über den gesamten Stamm oder für die zwei Bands.
Die kleinste organisatorische Einheit war die ein Wickiup oder Tipi (kowa genannt) bewohnende Kleinfamilie, die zusammen mit anderen meist verwandten kowa (Kleinfamilien) eine matrilokale und matrilineare Großfamilie (Gotah genannt, engl.: Extended family) bildete. Diese Großfamilien bestanden aus den Großeltern, Eltern, den unverheirateten Söhnen, den verheirateten Töchtern sowie deren Ehemännern und Kindern; die einzelnen kowas der Kleinfamilien der jeweiligen Gotah zentrierten sich meist an einem Platz. In einer Siedlung (span.: ranchería genannt) konnten mehrere oder nur eine große mächtige Gotah zusammen leben.
Da die Familien sowohl matrilokal als auch matrilinear organisiert waren, musste der zukünftige Ehemann seine eigene Familie verlassen und zur Familie seiner Frau ziehen. Zudem wurde nun von ihm erwartet, für die gesamte Gotah seiner Frau zu sorgen. Da die Kinder aus dieser Verbindung erbrechtlich sowie sozial zur Familie (Lineage) der Frau gehörten, hatte der Onkel mütterlicherseits ein besonders starkes Mitspracherecht sowie eine Verantwortung bei der Erziehung der Kinder. Falls seine Frau starb, wurde vom Witwer erwartet, dass er eine unverheiratete oder bereits verwitwete Schwester seiner Frau heiratete (Sororat); somit war er weiterhin als Arbeitskraft sowie als Beschützer an die Familie gebunden. Sollte die Ehe jedoch scheitern (was gar nicht so selten vorkam und von beiden Seiten vollzogen werden konnte), musste der Mann die Frau und deren Gotah verlassen, und sich einer anderen Gruppe anschließen – die Kinder jedoch blieben bei der Familie seiner Ex-Frau.
Mehrere meist verwandte Gotah (Großfamilien) bildeten wiederum Lokalgruppen (engl. local groups oder local bands), die gemeinsam Jagd- und Sammelgebiete beanspruchten. Besonders im Sommer (zur Organisation einer Jagd und Sammeln von Wildfrüchten, Wildpflanzen und Wurzeln), im Herbst (zur Verarbeitung und Haltbarmachung des erbeuteten Wildbrets sowie der gesammelten Beeren und Pflanzen) sowie im Winter (zum gegenseitigen Schutz sowie wg. kulturellen/religiösen Zeremonien) kamen einzelne Lokalgruppen zusammen. Die Lokalgruppen – manchmal auch einzelne große Gotah – unternahmen (meist im Frühjahr und späten Herbst) auch die Raubzüge oder sog. Raids (in Apache: to search out enemy property genannt) gegen feindliche Stämme, Spanier, Mexikaner und Amerikaner, diese Unternehmungen umfassten jedoch meist zwischen 10 und 30 Krieger unter der Führung eines angesehenen Kriegers, der nicht zwingend ein Häuptling sein musste; meist verfügte der Anführer eines Raub- oder Kriegszuges nach Auffassung der Apachen über spezielle spirituelle Mächte und Kräfte, die ihn hierzu befähigten. Sollte der Anführer nur auf Grund seines Charakters, Kriegserfahrung, Weitsicht und Autorität ernannt worden sein und über keine besondere Kraft verfügen, gesellte sich meist ein Schamane hinzu. Viele berühmte Anführer der Apachen waren daher auch Schamanen (siehe Geronimo) oder verfügten über spezielle Kräfte oder Macht (siehe Nana).
Die höchste organisatorische und politische Einheit bildeten zuletzt die zwei geographisch-kulturellen bands (Gruppen) – die Olleros und Llañeros, die jeweils aus mehreren Lokalgruppen bestanden. War ein großer Kriegszug oder eine wichtige rituelle Zusammenkunft oder Zeremonie geplant, kamen alle Lokalgruppen der jeweiligen Bands (Gruppen) zusammen. Rache- sowie Kriegszüge (in Apache: to take death from an enemy genannt), um Vergeltung für einen erlittenen feindlichen Überfall zu üben oder um die während eines Raubzuges getöteten Krieger zu rächen, konnten oft zwischen 100 und 200 Krieger umfassen; diese wurden meist von einer oder mehreren Lokalgruppen (selten von der ganzen Band) durchgeführt. Anders als bei Raubzügen, war es hierbei Ziel, so viele Feinde wie möglich zu töten oder zu verschleppen; die Kriegszüge wurden zudem meist von Häuptlingen oder Schamanen angeführt.

## Geschichte und Lebensweise

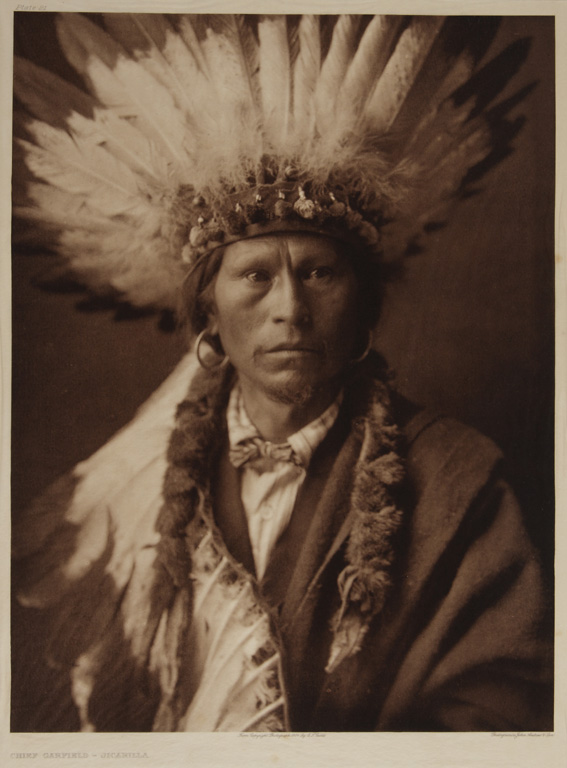
Häuptling Garfield, 1904 (Fotografie von Edward Curtis)

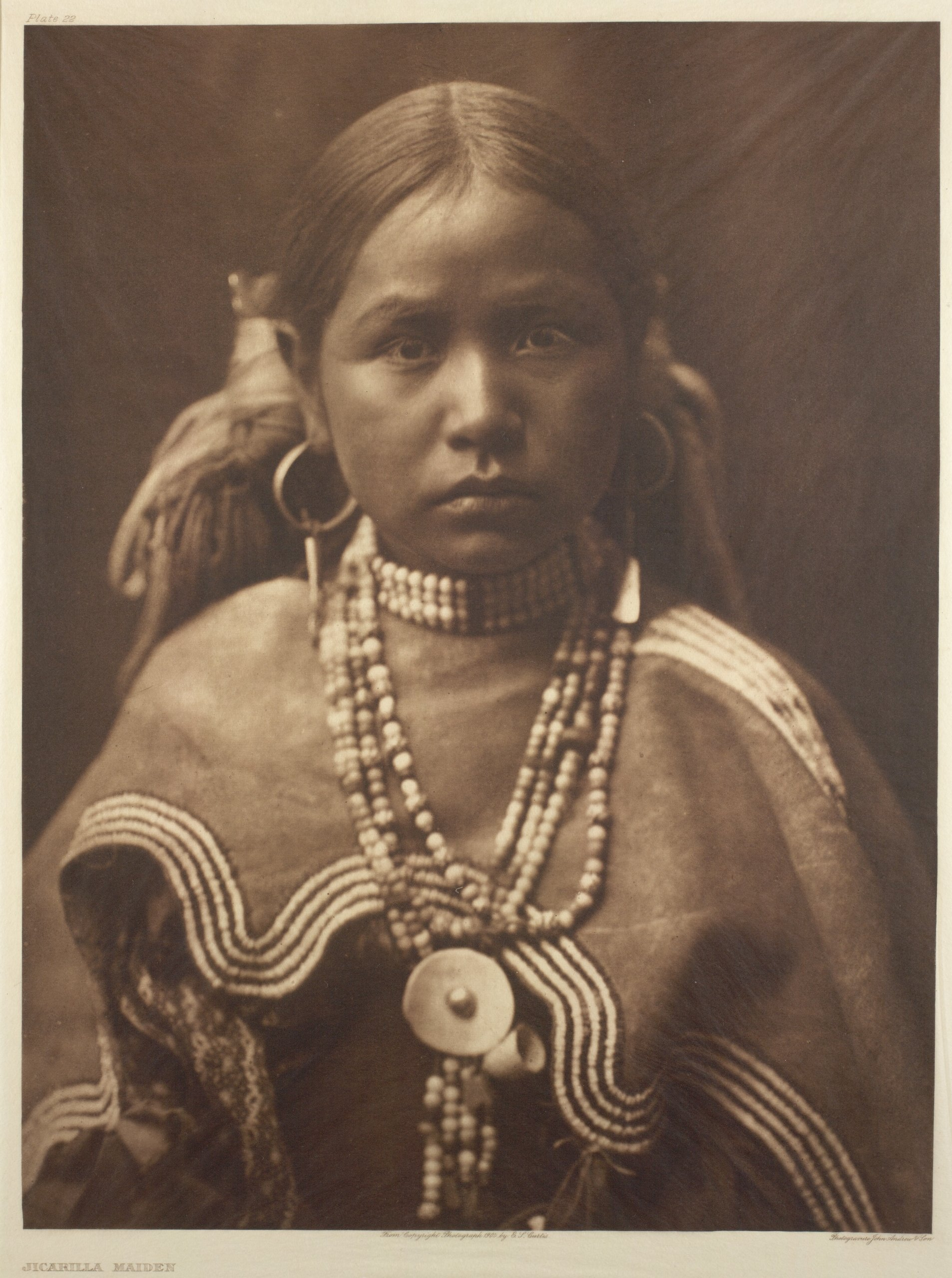
Mädchen der Jicarilla, 1907 (Fotografie von Edward Curtis)

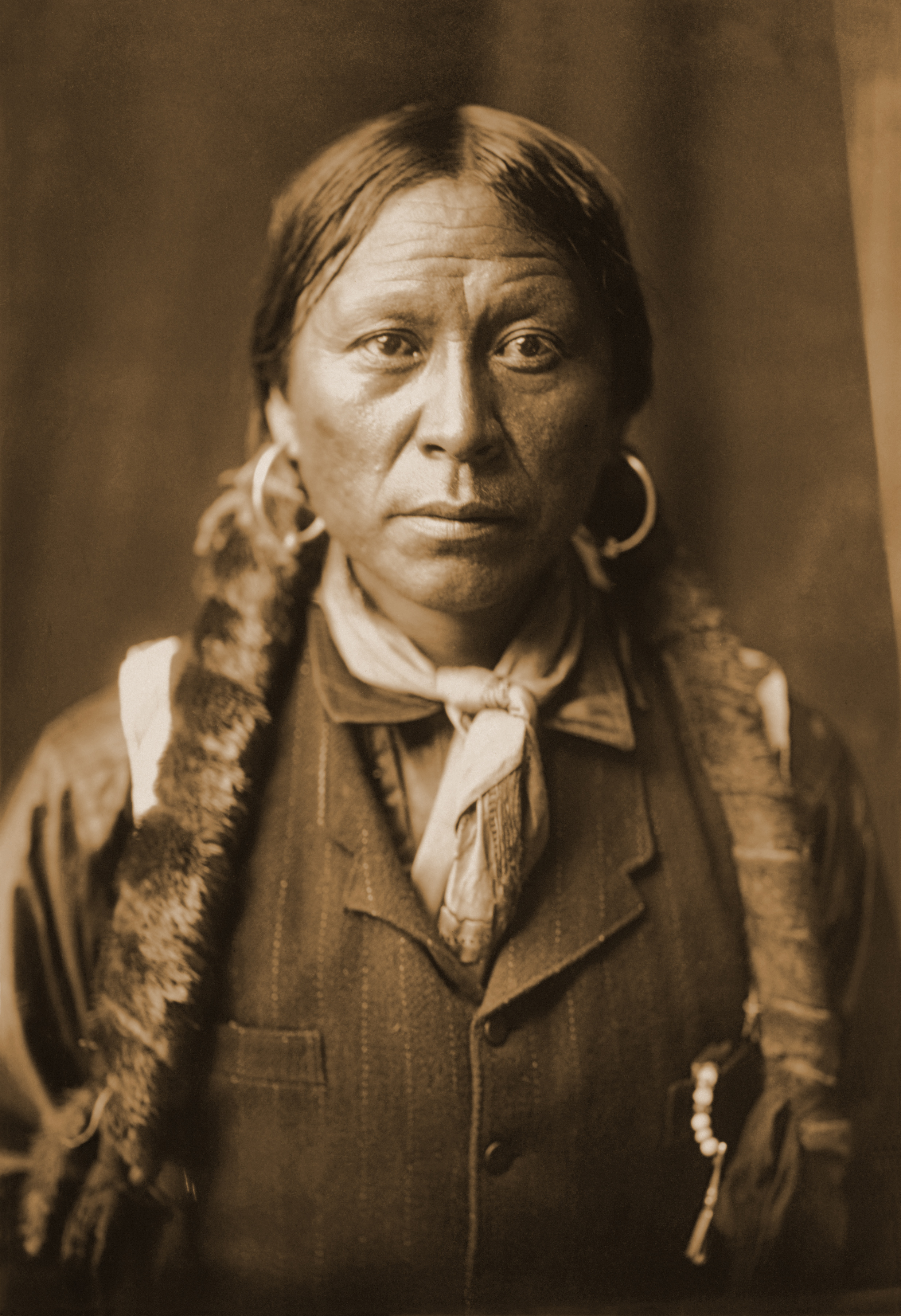
Mann der Jicarilla, 1904 (Fotografie von Edward Curtis)

### Lebensweise
Mehr als andere Apachen waren die Jicarilla sowohl durch die Pueblo-Kultur, als auch durch die Plains-Kultur geprägt.
Hierbei übernahmen die Olleros von den Pueblo die sesshafte, auf Ackerbau basierende, Lebensweise sowie die Töpferei und viele andere Kunstfertigkeiten. Die Olleros bauten, mitunter mit Bewässerungssystemen, auf ihren Feldern verschiedene Früchte an, wie Kürbisse (Sqash und Pumpkin), Cantaloupe-Melonen, Bohnen, Erbsen, Tabak, Mais und durch Vermittlung der Spanier später dann Weizen. Die wichtigste Pflanze, der Mais, wurde auf Schnüren gereiht, getrocknet und in Vorratskammern vergraben, um als Nahrung für den Winter sowie für die neue Saat im Frühjahr zu dienen. Die größten Felder erstreckten sich hierbei entlang des oberen Arkansas River. Wie andere Apachen auch, trugen die Olleros ihre Haare mittels eines Tuchs (der bandera) nach hinten gebunden und schulterlang. Auf Kriegszügen trugen sie zudem oft eine kleine mit Stickereien verzierte Lederhaube mit Adler- oder Truthahnfedern (ähnlich der Kriegshauben der Westlichen Apachen und Chiricahua Apache).
Die Llañeros hingegen übernahmen viele kulturelle Aspekte der Plains-Indianer, wie die persönliche individuelle Visionssuche, den Kriegs- und Siegestanz, das Tipi (allerdings nur zur Jagdsaison) trugen Leggings sowie die auf den Plains übliche Warbonnet (wobei diese keinesfalls so opulent war als die der Lakota oder Cheyenne). Beide Gruppen trugen Plainstypische niedrige Mokassins.
Die beiden Gruppen der Jicarilla trafen sich regelmäßig, um Waren untereinander auszutauschen, und gemeinsame Raub- und Kriegszüge zu unternehmen. Die Olleros lieferten Feldfrüchte und Töpferwaren, die Llañeros Antilopen- und Bisonfleisch sowie Häute. Bei kriegerischen Unternehmungen übernahmen oft die wilden Verwandten, die Llañeros, die Führung, da diese in den ständigen Machtkämpfen über die Plains, die die Comanche als ihre Jagdgründe betrachteten, erprobt waren. In beiden Gruppen war die übliche Behausung das Wickiup, eine kuppelförmige Hütte, die mit Rinde, Stroh oder (bei kaltem Wetter) Häuten bedeckt waren.

### Geschichte
Die halbnomadischen Gruppen der Jicarilla auf den Plains, durch ihren saisonalen Ackerbau an einen Ort für längere Zeit gebunden, waren hierdurch leichter auffindbar und schutzloser möglichen Feinden gegenüber. Durch die Einführung des Pferdes erweiterten die verschiedenen Jicarilla, Mescalero – und Lipan-Banden die Apacheria nach Osten und Süden erheblich und ihre Kriegs- und Raubzüge gegenüber den sesshaften Präriestammen der Wichita, Pawnee, Caddo, Jumano sowie anderen Stämmen machten sie zum Feind fast aller Stämme der Südlichen Plains. Bald kontrollierten die östlichen Apachen die Jagd, den Handel sowie den Sklavenhandel auf den Plains. Als nun jedoch im 18. Jahrhundert von den berittenen Comanche im Verbund mit den Ute aus Colorado in schnellen Raubüberfällen auf die an ihre Felder gebundenen Apachen immerfort einzelne rancherias der Apachen ausgelöscht wurden (oder deren Pferdeherden gestohlen), konnten diese die mobilen Comanche und Ute nicht schnell genug verfolgen oder in den Weiten der Plains auffinden. Wie viele Stämme im Südwesten waren die verschiedenen Gruppen der Apachen ausdauernde, schnelle Läufer sowie extrem anspruchslose, harte und geduldige Krieger, hatten sich aber nie zu außergewöhnlichen Reitern entwickelt, da das Pferd ihnen in der Not auch als Nahrung diente (sie entwickelten sogar eine besondere Vorliebe für Pferdefleisch). Hingegen wurden die Comanche die besten Reiterkriegern der gesamten Plains sowie die gerissensten Pferdediebe. Bald hatten Comanche-Banden Hunderte Pferde in ihren Camps und sogar Zuchterfolge, etwas was den Apachen nie gelungen war. Zudem verstanden die Comanche sich sehr schnell zur Schutzmacht der von den Apachen bekriegten und ausgeraubten Stämme zu erheben und hatten hierdurch nicht nur die Schnelligkeit, sondern auch die höhere Anzahl an Kriegern auf ihrer Seite. Durch das Verbot der Spanier an Indianer Waffen auszuhändigen, hatten die Apachen keinen direkten Zugang zu Waffen, außer durch Raub oder illegalen Handel mit texanischen Küstenstämmen. Die Comanche hingegen bekamen Waffen und andere nützliche Güter über die Caddo und Wichita sowie Pawnee, die direkten Zugang zu den Handelsniederlassungen der Franzosen in Louisiana hatten. Gegen 1710 mussten die ersten Jicarilla-Banden aus Nebraska und Kansas bis südlich des Arkansas River ausweichen. Gegen 1740 hatten die meisten Jicarilla und Mescalero die Südlichen Plains verlassen und hatten in den Bergen New Mexicos und Colorados Schutz gesucht. Die östliche Gruppe, die Llanero, behielt ihr Nomadentum bei und streifte weiterhin in den Plains im Osten New Mexicos, Colorados und im Nordwesten Texas und ging dort auf Bisonjagd. Die östliche Apacheria war nun fast vollkommen zur Comancheria geworden.
1773 errichteten die Spanier eine Mission bei Taos, um die Jicarilla zu missionieren. Man gab diese Bemühungen bald wieder auf, denn die Indianer lehnten ein sesshaftes Leben unter spanischen Gesetzen ab.
Als die Spanier 1785 und 1786 jeweils in San Antonio und Santa Fe mit den Westlichen sowie den Östlichen Comanche (unter Einbeziehung der Ute, Diné, Wichita, Pueblo, Coahuiltec) eine Allianz gegen alle Apachen schlossen, der besonders gegen die offensiv starken und räuberischen östlichen Apachen gerichtet war, sahen sich die Jicarilla gezwungen sich dieser Allianz anzuschließen, um nicht vernichtet zu werden. Die Jicarilla dienten in den kommenden Jahren den Spaniern oft als Scouts und Krieger in deren Kämpfen gegen die Östlichen Comanche sowie den stammesverwandten Mescalero, Lipan sowie Westliche Apachen und Chiricahua.
Gegen den gemeinsamen Feind, die Östlichen Comanche und Kiowa, verbündeten sich die Ollero oft mit den Pueblo-Indianern, Spaniern und Mexikanern, die Llañero mit den Ute, die seit Mitte des 18. Jahrhunderts erbitterte Feinde der Comanche waren. Zudem beraubten und plünderten die Jicarilla Haciendas, Ranches und Dörfer der Spanier und Mexikaner in New Mexico und im nördlichen Mexiko sowie die Indios Mansos (span: Zahme Indianer) in Missionen und auf dem Land. Zu ihren Feinden gehörten zudem die Cheyenne, Arapaho, Wichita, Pawnee, Osage, Caddo, Diné und sogar die zu den Apachen zählenden Kiowa-Apachen, Mescalero und Lipan.
Die Jicarilla werden in damaligen Berichten als die nutzlosesten, grausamsten und räuberischsten Indianer in New Mexico beschrieben. Tapferkeit und Stolz sprach man ihnen ab, sie galten als Feiglinge und hinterlistig, da sie nicht wie Comanche und andere Plains-Stämme offen den Kampf suchten.
Lieber überfielen sie, wie ihre Apachen-Verwandten, ihre Feinde aus dem Hinterhalt, und zerstreuten sich sofort in kleine Gruppen, falls sie auf offenen Widerstand stießen und nicht im Vorteil waren. Dies hatte nichts mit Feigheit zu tun, sondern mit der Einsicht, dass ein toter Krieger nicht so leicht zu ersetzen war und somit der ruhmreiche Tod dem Stamm nicht zum Vorteil gereichte. Prestige erlangte ein Jicarilla-Krieger nicht durch das Töten eines Feindes, sondern mit der Geschicklichkeit und Schläue, mit der es ihm gelang, seine Familie und Angehörigen mit geraubten Nahrungsmitteln, Waffen, Kleidung und Pferden zu versorgen. Auch das Skalpieren war den Jicarilla fremd.
1851 wurden sie von einer US-Truppe unter Kit Carson besiegt und in ein Reservat gebracht, verließen dieses aber aufgrund von Versorgungsschwierigkeiten bald wieder. Durch die Zerstörung ihrer Äcker und Felder sowie der Bisonherden ihrer Lebensgrundlagen beraubt, nahmen sie die Lebensgewohnheiten der anderen Apachen-Stämme an, und lebten nur noch von Raub und Plünderung.
Die US-Regierung versuchte 1853, mehrere Hundert Jicarilla in ein Reservat am Rio Puerco umzusiedeln. Auch dieser Versuch misslang und die Indianer setzten ihre Überfälle auf amerikanische Siedlungen fort. Nach einer erneuten Niederlage, schlossen die Jicarilla am 30. Juli 1853 einen Friedensvertrag, der nie gebrochen wurde. Zwischen 1853 und 1883 mussten die Jicarillas nicht weniger als achtmal umziehen, bevor die Regierung endlich einen Platz für sie gefunden hatte und sie 1887 in einem Reservat im Norden New Mexicos ansiedelte.

## Kultur, Religion und Subsistenz
Von der ursprünglichen Kultur ist außer der Sprache (diese wird von weniger als der Hälfte der Jicarilla noch gesprochen, meistens Älteren) und der sozialen Organisation wenig übrig geblieben. Die einzigen überlieferten Zeremonien sind der sog. Bear Dance (eine Heilungszeremonie, hat manche Ähnlichkeiten mit dem Ute Bear Dance), Übergangsriten für Jungen ins Mannsein, das Pubertätsritual KEESDA (meist sunrise dance) für Mädchen nach deren erster Menstruation, das bei allen Apachen heute ein zentraler Bestandteil ihres zeremoniellen Lebens ist. Zudem finden wie seit Jahrhunderten jährlich Mitte September die dreitägigen zeremoniellen Wettläufe während Gojiiya (GO-JII-YA, einem Art Erntefest) zwischen den Ollero und Llanero statt. In der Stammesmythologie der Jicarilla werden die Ollero (‘Weißer Clan’) mit dem Mond und den Pflanzen assoziiert und die Llañero (‘Roter Clan’) mit der Sonne und den Tieren. Daher symbolisiert der Wettlauf zwischen den beiden Gruppen den Wettlauf der zwei Gestirne, des Mondes und der Sonne sowie der durch diese symbolisierten Nahrungsmitteln – Tieren (als Quelle von Fleisch) und Pflanzen (als Quelle von Getreide, Beeren, Wurzeln).
Vor einiger Zeit gab es Versuche, alte Handwerkstechniken erneut einzuführen. So wird heute wieder Lederbekleidung, Perlenstickerei und eine begrenzte Anzahl in besonderer Technik geflochtener Körbe (engl.: Coiled Baskets) hergestellt.
Ökonomisch sind die Jicarilla besser gestellt als die meisten anderen südwestlichen Stämme. Ein beträchtliches Einkommen wird aus der Verpachtung von Schürfrechten und dem Verkauf von Holz erzielt. Auch der Tourismus mit der Vergabe von Jagd- und Angel-Lizenzen wird zunehmend zu einem wirtschaftlichen Faktor. Das Geld investiert man in stammeseigene Unternehmungen und in die Ausbildung, um jungen Stammesmitgliedern Jobs zu sichern.
Viehzucht und Lohnarbeit sind die wichtigsten privaten Einkommensquellen. Die Jicarilla züchten außerdem Schafe, eine Tätigkeit, für die Diné (Navajo) angeworben werden, weil sie wenig Prestige bringt. Die moderne Stammesorganisation wird von einem gewählten Präsidenten regiert.

## Bevölkerung
Laut spanischen Berichten soll es ca. 10.000 Jicarilla vor ihrer vernichtenden Niederlage durch die Comanche 1724 gegeben haben. Die Personenzahl ist wohl eher eine Übertreibung seitens der Spanier, die selber nicht fassen konnten, dass die von ihnen so sehr gefürchteten und stolzen Jicarilla sowie andere Gruppen der Apachen fluchtartig die nördlichen und östlichen Teile der Apacheria nach Westen und Süden verließen. In Wirklichkeit mögen die Jicarilla zwischen 2.500 und 3.500 (höchstens 5.000) Personen gezählt haben, wobei bedacht werden muss, dass hiervon 25 Prozent Männer waren, und der Rest Frauen (35 Prozent) und Kinder (40 Prozent). Gesamte Gruppen in den Plains von Kansas, Nebraska und Texas wurden ausgelöscht und die Überlebenden nochmals durch von den Spaniern eingeschleppte Krankheiten und durch Hunger dezimiert.
Anfang des 19. Jahrhunderts gab es nur noch ca. 1.800 Jicarilla mit ca. 450 Kriegern. Um 1840 schätzte man die Jicarilla, die zudem durch die ständigen Kriege aufgerieben waren, nur noch auf 800 bis 1.200 Stammesmitglieder sowie ca. 200 bis 300 Kriegern. Von den landesweit heute 25.000 Apachen gelten ca. 3.400 als Jicarilla.